# 南無妙法蓮華経
南無妙法蓮華経（なむみょうほうれんげきょう、なんみょうほうれんげきょう）とは、法華系の仏教で用いられる言葉である。「南無」はnamo（サンスクリット語）の漢語への音写語で「わたくしは帰依します」を意味し、「妙法蓮華経」の五字はサンスクリット語の「サッダルマ・プンダリーカ・スートラ (saddharmapuNDariika-suutra、सद्धर्मपुण्डरीक सूत्र) 」を鳩摩羅什 が翻訳した版の法華経の正式な題名（題目）である。「南無妙法蓮華経」の七字で「法華経の教えに帰依をする」という意味である。これらの文字を五字七字の題目とも呼ぶ。

## 歴史

### 日本における妙法蓮華経（法華経）経文信仰

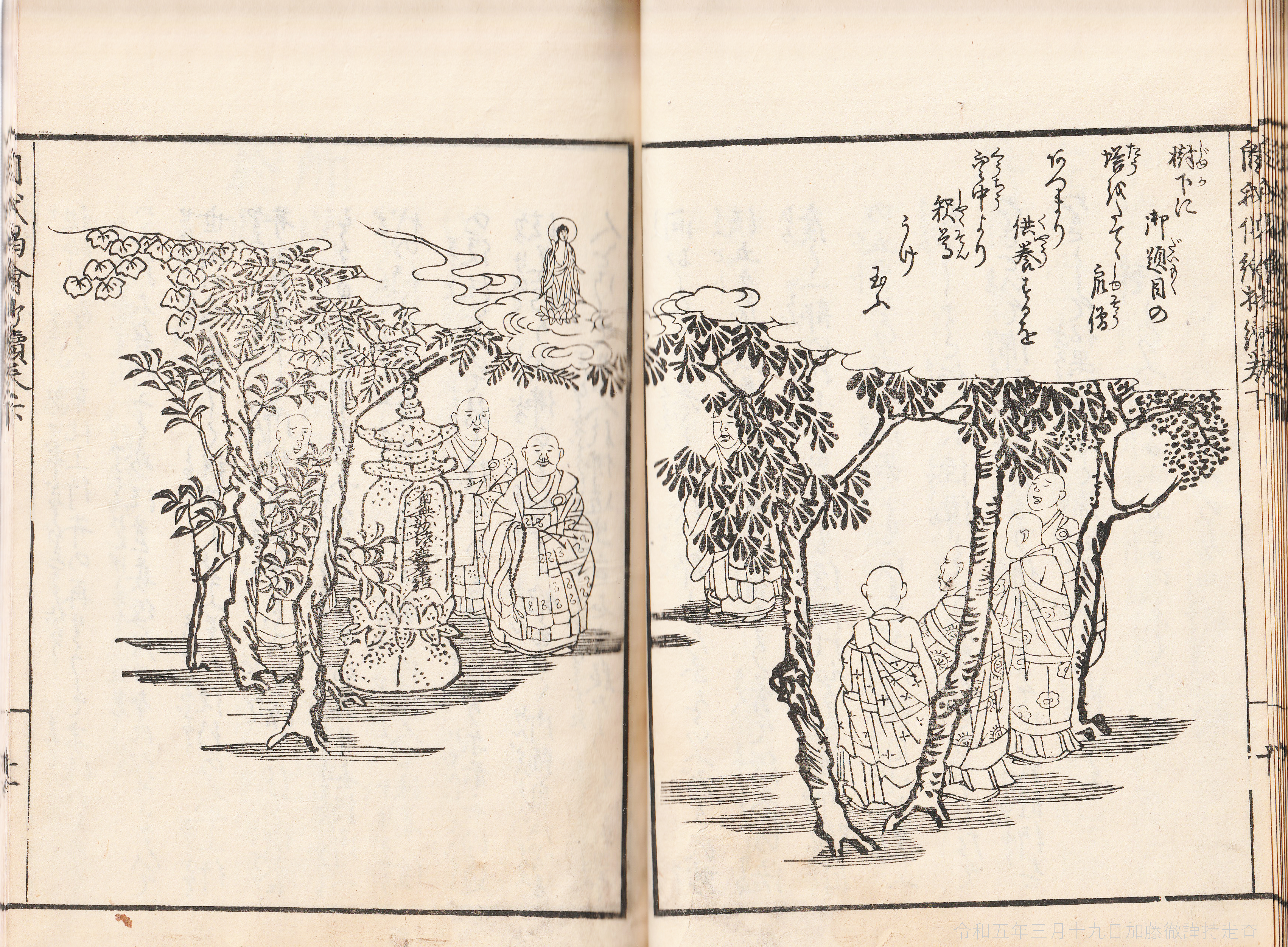
江戸時代の仏教書の挿絵「樹下に御題目の塔をたてて衆僧あつまり供養するを空中より釈尊うけ玉ふ」（木の下に南無妙法蓮華経の石碑を建て、僧侶たちが供養をすると、空中で釈尊がそれを受けなさる）

日本では、615年には聖徳太子が著したとされる『法華義疏』の中に「妙法蓮華経（法華経）」が紹介されている。聖徳太子以来、日本における仏教の重要な経典のひとつであると同時に、鎮護国家の観点から、特に日本には縁の深い経典として一般に考えられてきた。多くの天皇も法華経を称える歌を残しており、聖武天皇の皇后である光明皇后は、全国に「法華滅罪之寺（ほっけめつざいのてら）」を建て、これを「国分尼寺」と呼んで「法華経」を信奉した。
「南無妙法蓮華経」の言葉は、その中で慣例的に生まれたと見られている。
平安時代初期には、「妙法蓮華経（法華経）」を至上の教え・根本経典とする中国天台宗の思想が最澄により輸入され、日本の天台宗が誕生した。現在も天台宗においては朝の勤行に「南無妙法蓮華経」を唱えている。
鎌倉新仏教においても妙法蓮華経は重要な役割を果たした。曹洞宗の祖師である道元は、「只管打坐」の坐禅を成仏の実践法として宣揚しながらも、その理論的裏づけは、あくまでも妙法蓮華経の教えの中に探し求めていこうとし続けた。臨終の時に彼が読んだ経文は、妙法蓮華経の如来神力品であった。

### 日蓮以降
題目を広めたのは、日蓮である。日蓮は「南無妙法蓮華経」の題目を唱え（唱題行）、妙法蓮華経に帰命していくなかで凡夫の身の中にも仏性が目覚めてゆき、真の成仏の道を歩むことが出来る（妙は蘇生の儀也）、という教えを説き、法華宗各派の祖となった。

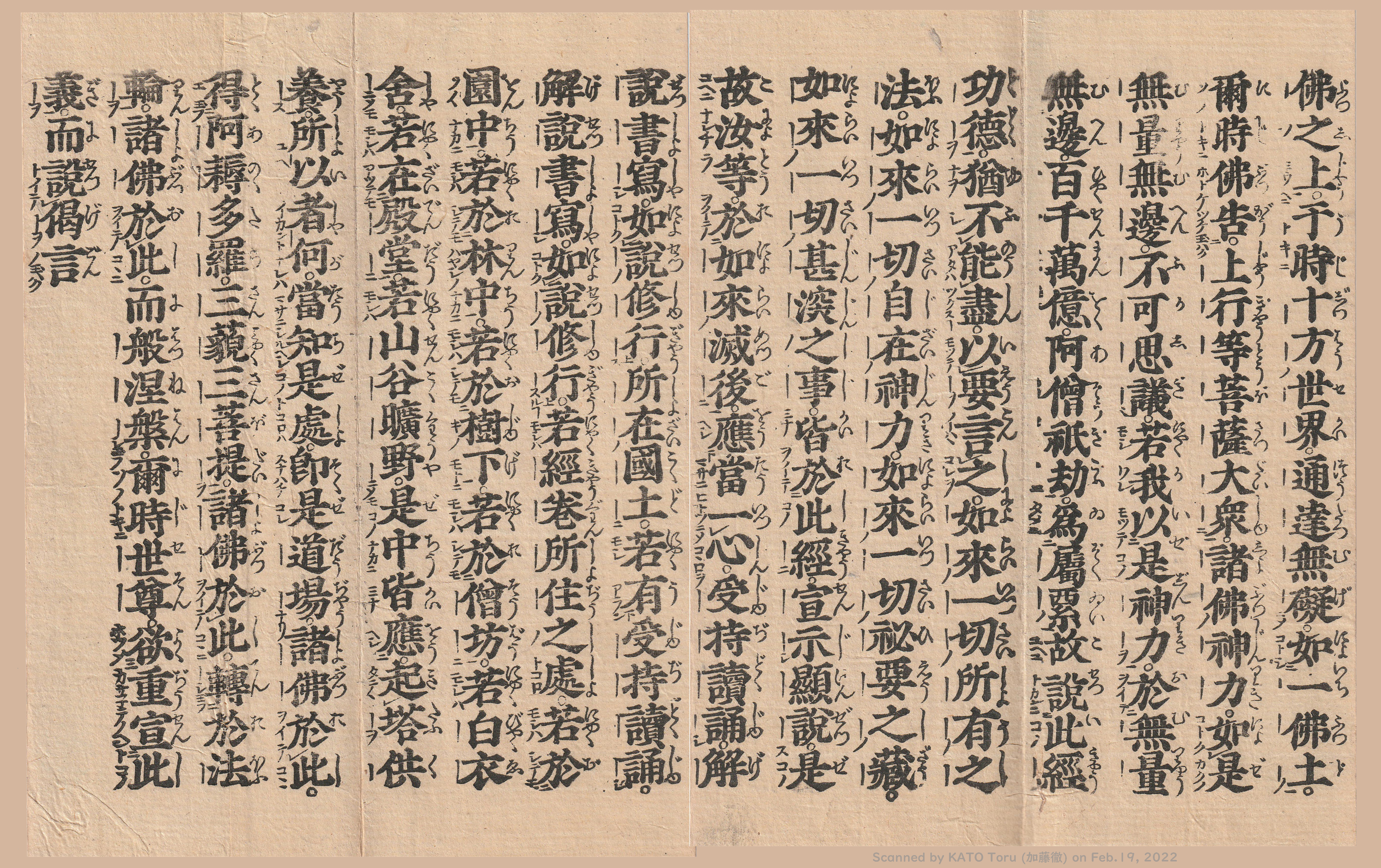
如来神力品。江戸期の両点本(経文の漢文の右側にふりがなで「真読」を、左側に訓点で「訓読」を示してある)

近世における法華経は罪障消滅を説く観点から、戦国の戦乱による戦死者への贖罪と悔恨、その後の江戸期に至るまでの和平への祈りを込めて戦国武将とその後の大名家に広く信奉されるようになった。例として加藤清正は法華経を納経している。
近代においても妙法蓮華経は、主に日蓮を通じて多くの小説家・思想家に影響を与えた教典である。島地大等編訳の『漢和対照妙法蓮華経』に衝撃を受け、のち田中智学の国柱会に入会した宮沢賢治（詩人・童話小説家）や、高山樗牛（思想家）、妹尾義郎（宗教思想家）、北一輝（革命家）、石原莞爾（軍人）、創価学会を結成することとなる牧口常三郎、戸田城聖（両者とも元教員）らがよく知られている。